# Логоперіодична антена

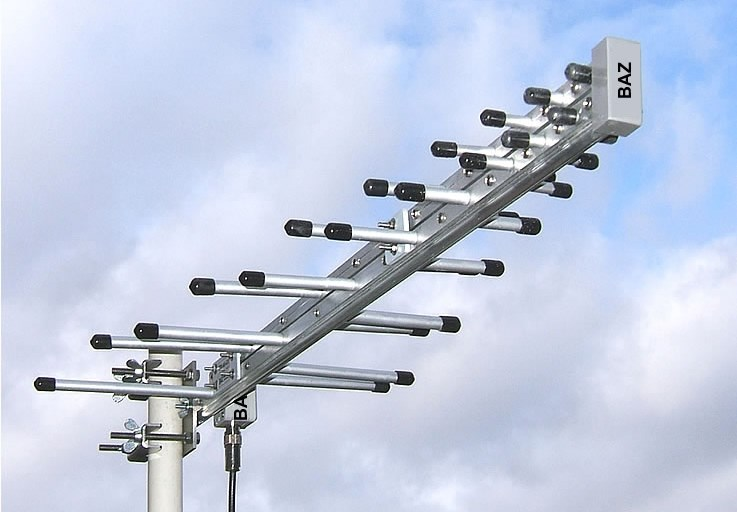
Логоперіодична антена для частот 400 — 4000 МГц

Логоперіодична антена — багатоелементна направлена антена, призначена для роботи в широкому діапазоні частот. Вона була винайдена Джоном Данлейві в 1952 році.
Найпоширенішою формою логоперіодичної антени є логоперіодична дипольна решітка, яка складається з ряду диполів із поступово зростаючою довжиною, кожен з яких є парою металевих стрижнів. Диполі встановлені один біля одного і з'єднані паралельно з чергуванням фаз. Електрично це імітує серію дво- або триелементних антен Ягі-Уда, кожна з яких налаштована на іншу частоту.
Логоперіодичні дипольні решітки виглядають дещо схожими на антени Ягі-Уда, бо й ті, й інші складаються зі стрижнів, встановлених в лінію вздовж опори, але вони працюють по-різному. Додавання елементів до антени Ягі-Уда збільшує її направленість або посилення, а додавання елементів до логоперіодичної дипольної решітки збільшує її частотну характеристику або ширину смуги пропускання.
Одним із важливих застосувань для логоперіодичної дипольної решітки є наземні телевізійні антени на даху, оскільки вони повинні мати широку смугу пропускання, щоб покривати телевізійні діапазони приблизно 54–88 і 174—216 МГц в УКХ і 470—890 МГц в УВЧ, забезпечуючи при цьому високе посилення для якісного приймання сигналу. Одна популярна конструкція телевізійних антен поєднує антену Ягі-Уда для приймання УВЧ з більшою логоперіодичною дипольною решіткою для УКХ.

## Основна концепція
Логоперіодична дипольна решітка зазвичай складається з ряду напівхвильових дипольних елементів, кожен з яких є парою металевих стрижнів, розташованих уздовж осі антени. Елементи розташовані з інтервалами відповідно до логарифмічної функції частоти, відомої як сигма. Довжина наступних елементів і відстань між ними поступово зменшуються вздовж осі. Відношення між довжинами є функцією, відомою як тау. Сигма і тау є ключовими елементами конструкції логоперіодичною дипольної решітки. Діаграма направленості антени однонаправлена, головна пелюстка орієнтована вздовж осі антени в бік торця з найкоротшими елементами. Кожен дипольний елемент є резонансним для довжини хвилі, яка приблизно дорівнює його подвоєній довжині. Смуга пропускання антени (діапазон частот, у якому вона дає майже максимальне посилення) знаходиться приблизно між резонансними частотами найдовшого та найкоротшого елементів.
Кожен елемент в логоперіодичній дипольній решітці є керованим елементом, тобто електрично з'єднаним з лінією живлення. Паралельна лінія зв'язку зазвичай проходить уздовж осі антени, і кожен наступний елемент підключається до неї у протифазі. Часто можна побачити, як лінія живлення йде зигзагами по осі антени, утримуючи диполі. Іншою поширеною конструкцією є використання двох паралельних центральних опор, які також діють як лінія живлення, а диполі встановлені на двох опорах почергово. Інші форми логоперіодичної конструкції замінюють диполі самою лінією живлення, утворюючи логоперіодичну зигзагоподібну антену. Також існує багато інших форм, в яких дріт живлення використовують як активний елемент.
Антена Ягі-Уда та логоперіодична дипольна решітка на перший погляд виглядають дуже схожими, оскільки вони обидві складаються з кількох дипольних елементів, нанизаних на вісь. Втім антена Ягі-Уда має лише один керований елемент, підключений до лінії передачі, зазвичай другий від задньої частини масиву, решта елементів є паразитними. Антена Ягі-Уда відрізняється від логоперіодичної дипольної решітки дуже вузькою смугою пропускання.
Загалом, на будь-якій заданій частоті логоперіодична антена працює дещо подібно до триелементної антени Ягі-Уда. Дипольний елемент, найближчий до резонансного на робочій частоті, діє як керований елемент, а два сусідні елементи працюють як направлювач і відбивач для збільшення посилення (коротший елемент попереду діє як направлювач, а довший елемент позаду — як відбивач). Однак система є дещо складнішою, і всі елементи певною мірою роблять свій внесок, тому коефіцієнт підсилення для будь-якої даної частоти є вищим, ніж антени Ягі-Уда тих самих розмірів, що й будь-яка окрема частина логоперіодичної системи. Однак антена Ягі-Уда з такою ж кількістю елементів, як і логоперіодична антена, матиме набагато більший коефіцієнт посилення, оскільки всі ці елементи покращують коефіцієнт посилення одного керованого елемента. Для телевізійних антен часто поєднують логоперіодичну конструкцію для УКХ з антеною Ягі-Уда для УВЧ, при цьому обидві половини є приблизно однаковими за розміром. Це призводить до набагато більшого підсилення антеною Ягі-Уда для УВЧ (порядку 10-14 дБ), ніж логоперіодичною антеною для УКХ (порядку 6,5 дБ). Але це додаткове посилення було необхідним у будь-якому випадку, щоб компенсувати низку проблем із сигналами УВЧ.
Слід зауважити, що логоперіодична конструкція антени, згідно з визначенням IEEE, не узгоджується з властивостями широкосмугового зв'язку для антен. Широкосмугова властивість логоперіодичних антен походить від їх самоподібності. Плоску логоперіодичну антену також можна зробити самодоповнюваною, — наприклад, логарифмічні спіральні антені (які не класифікують як логоперіодичні) або логоперіодичну зубчасту конструкцію. І. Мусіаке виявив, для того, що він назвав «найпростішою самодоповнювальною плоскою антеною», імпеданс провідної точки η0/2=188,4 Ω на частотах глибоко в межах смуги пропускання.

## Історія
Джон Данлейві винайшов логоперіодичну антену в 1952 році, працюючи на військово-повітряні сили США, але не зміг її запатентувати через секретність цих досліджень. Університет Іллінойсу в Урбана-Шампейн запатентував антени Ісбелла (Isbell) і Маєса-Каррела (Mayes-Carrel) і надав ексклюзивну ліцензію JFD Electronics у Нью-Йорку. Channel Master і Blonder Tongue Labs проігнорували патенти та виготовили широкий спектр антен на основі цієї конструкції. Програш Університетом Іллінойсу судових позовів щодо патенту на антену призвів до доктрини Blonder Tongue 1971 року. Цей прецедент регулює патентні судові процеси в США.